# Pedro López (pintor)
Pedro López (ft., 1598-1623) fue un pintor y dorador español, oficial del Greco.
Modesto pintor, consta que en 1598 se ocupó de la pintura y dorado del retablo de Nuestra Señora de las Misericordias para la parroquia del Salvador de Toledo. En 1605 fue designado por las autoridades eclesiásticas de Toledo como tasador de las pinturas del cretense para el Hospital de la Caridad de Illescas, junto con el escultor Miguel González, encargados de realizar una tercera tasación dadas las desavenencias surgidas entre el pintor y los patronos del hospital, que rechazaron a López alegando que era oficial del Greco y que ambos tasadores tenían relación laboral con el maestro e incluso habían participado en la hechura del retablo que debían tasar.
Tres años después firmó la Adoración de los reyes de la iglesia del Salvador de Toledo, procedente del convento de los Trinitarios, la única de sus obras que se ha conservado, pintada «con elegancia y corrección» según Ceán Bermúdez, aunque en ella no se advierte influencia del Greco sino relación con lo escurialense propio de la época.
No se tienen nuevas noticias de su actividad hasta 1622, cuando se le documenta trabajando en el dorado de un retablo para la parroquia toledana de la Magdalena, al que sigue el dorado del desaparecido retablo mayor de Ocaña, en el que trabajaba en 1623.